# Bella Nikolajewna Sterlikowa
Bella Nikolajewna Sterlikowa (russisch Белла Николаевна Стерликова; * 10. April 1984 in Wladiwostok) ist eine russische Skeletonpilotin.
Bella Sterlikowa lebt in Orjol und wird von Lydia Elapina trainiert. Seit 2002 betreibt sie Skeleton, seit 2003 als Mitglied des russischen Nationalkaders. Im Januar 2004 startete sie in Igls erstmals in einem Skeleton-Europacup-Rennen und belegte den 20. Rang. Bei den anschließenden Junioren-Weltmeisterschaften wurde sie 17. in Winterberg. Ein Jahr später belegte sie in Igls bei einem Rennen im Rahmen der Universiade den neunten Platz und den 15. bei der Junioren-WM in Winterberg. Zu Beginn der Saison 2005/06 startete Sterlikowa erstmals im Skeleton-Weltcup. In Calgary kam sie auf den 27. Platz. In Igls erreichte sie als 23. ihr bislang bestes Weltcup-Ergebnis. 2007/08 trat Sterlikowa zunächst im Europacup an und belegte mehrere gute Platzierungen, darunter Platz drei in Königssee und Platz zwei in Cesana. Ihren ersten Sieg konnte sie kurze Zeit später in St. Moritz erringen. Durch diese guten Leistungen gewann sie auch die Gesamtwertung des Wettbewerbs.